# Aleksandr Misurkin
Aleksandr Aleksandrovitj Misurkin (ryska: Александр Александрович Мисуркин), född 23 september 1977 är en rysk rymdfarare. Han har gjort en långtidsflygning på rymdstationen ISS. I september 2017 påbörjade han sin andra långtidsvistelse ombord på rymdstationen. 

## Rymdfärder
- Sojuz TMA-08M, Expedition 35/36
- Sojuz MS-06, Expedition 53/54